# Gonomyia (Leiponeura) subinermis
Gonomyia (Leiponeura) subinermis is een tweevleugelige uit de familie steltmuggen (Limoniidae). De soort komt voor in het Neotropisch gebied.